# إسبيرانزا باور
إسبيرانزا باور (بالإسبانية: Esperanza Baur) هي ممثلة مكسيكية، ولدت في عام 1924، في مدينة مكسيكو في المكسيك، وتوفيت بنفس المكان في 11 مارس عام 1955، بسبب نوبة قلبية.

## وصلات خارجية
- إسبيرانزا باور على موقع IMDb (الإنجليزية)